# Windsor (Florida, Indian River megye)
Windsor statisztikai település az USA Florida államában, Indian River megyében. Lakosainak száma 330 fő (2020. április 1.).

## Népesség
A település népességének változása:
| Lakosok száma | 243  | 256  | 330  |
|               | 2000 | 2010 | 2020 |